# Wilhelm Herz (Unternehmer)

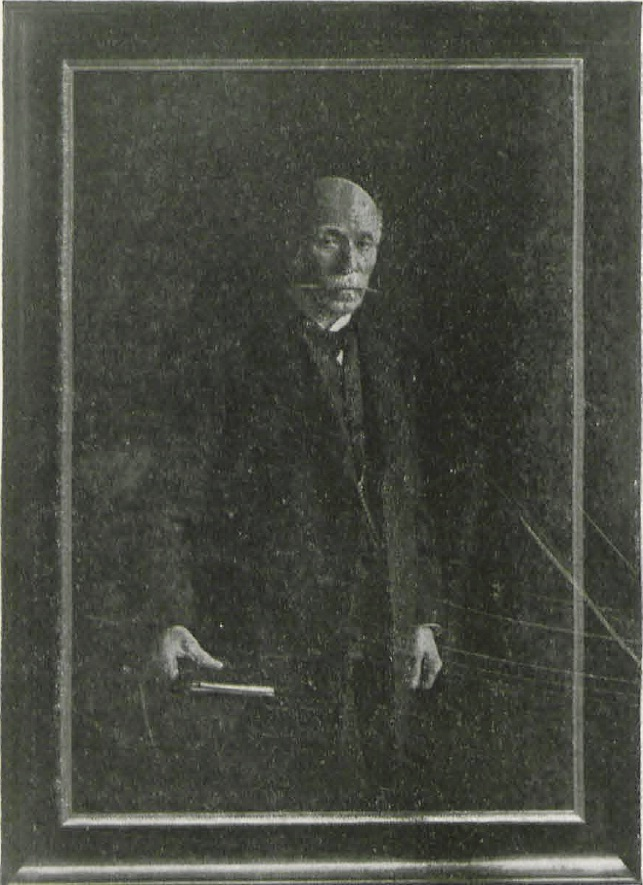
Wilhelm Herz, 1906; Foto: Atelier Wertheim

Wilhelm Herz (* 26. April 1823 in Bernburg (Saale); † 28. September 1914 in Berlin) war ein deutsch-jüdischer Unternehmer und von 1902 bis 1913 der erste Präsident der Berliner Handelskammer.

## Leben
Herz wurde als Sohn des Unternehmers Salomon Herz und der Luise, geb. Wolff geboren. Später wurde er Teilhaber und 1865 schließlich Seniorchef des von seinem Vater gegründeten Unternehmens, der Öl- und Gummifabrik S. Herz. Sein Sohn war der Kommerzienrat Paul Herz.
Er gehörte zu den Mitbegründern der Schultheiss-Brauerei AG, deren Aufsichtsratsvorsitzender er 43 Jahre lang ab der Umwandlung in eine Aktiengesellschaft 1871 war. Unter seiner Leitung wurde die Brauereigruppe zum größten Unternehmen der europäischen Brauindustrie. Herz war außerdem von 1876 bis 1889 Mitglied des Verwaltungsrats, ab 1889 stellvertretender Vorsitzender und von 1907 bis zu seinem Tod Vorsitzender des Aufsichtsrats der Deutschen Bank

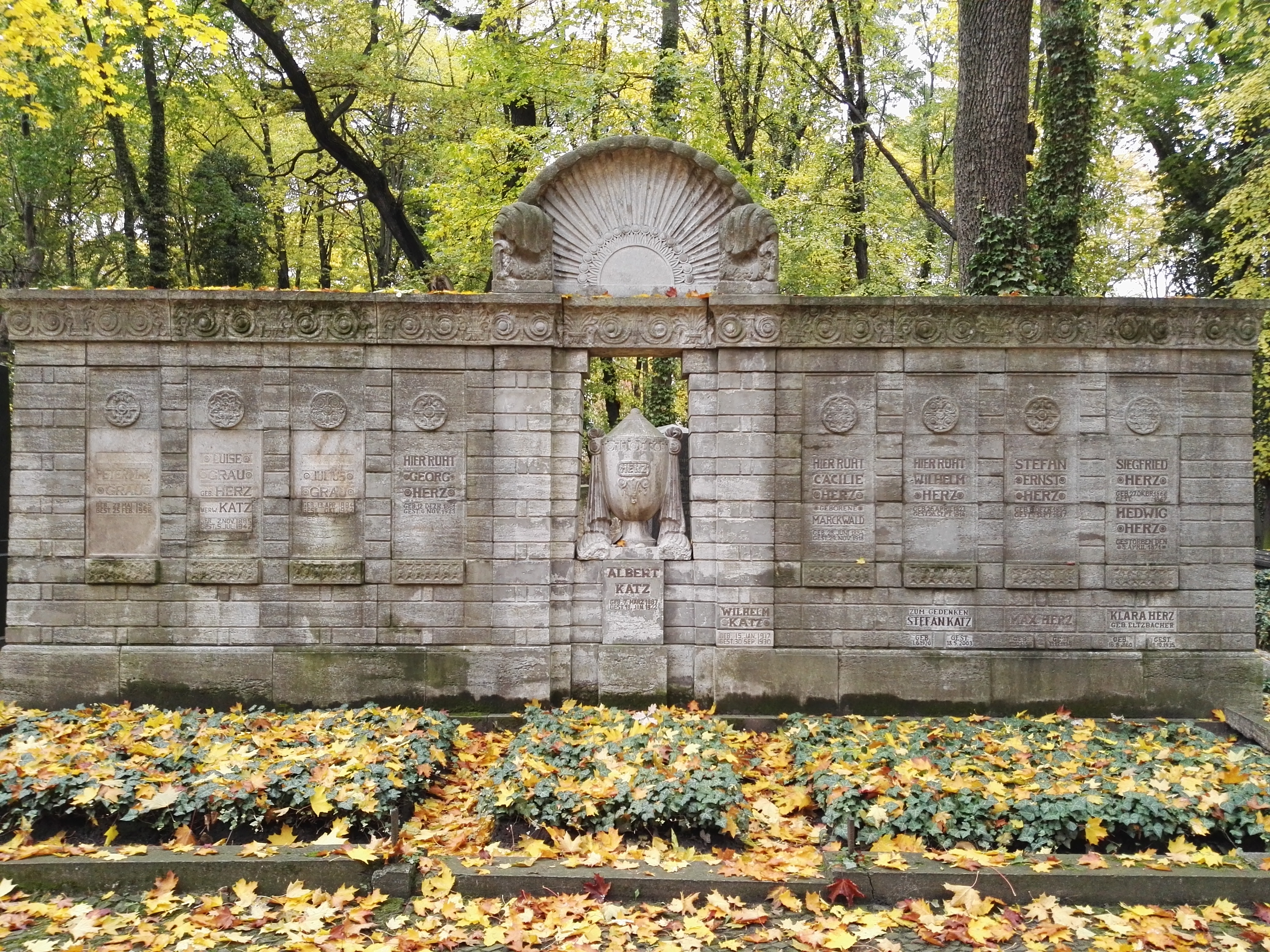
Ehrengrab von Wilhelm Herz auf dem Jüdischen Friedhof Schönhauser Allee

Wilhelm Herz starb 1914 im Alter von 91 Jahren in Berlin. Beigesetzt wurde er auf dem Jüdischen Friedhof Schönhauser Allee. Auf Beschluss des Berliner Senats ist die letzte Ruhestätte von Wilhelm Herz seit 2001 als Ehrengrab des Landes Berlin gewidmet. Die Widmung gilt vorläufig für 20 Jahre, kann anschließend aber verlängert werden.